# Plana Ampla (Serradell)
La Plana Ampla és una plana del terme municipal de Conca de Dalt, a l'antic terme de Toralla i Serradell, al Pallars Jussà, en territori que havia estat del poble de Serradell.
Es tracta d'una plana rompuda enmig del bosc, formant un camp de conreu del tot envoltat per bosc. Ara bé, l'estat d'abandonament en què es troba des de fa anys provoca que el bosc vagi recuperant ràpidament el seu lloc a la plana. És al sud de Serradell, a la dreta del barranc de Sant Salvador. És al vessant nord de la Serra de Sant Salvador, al nord de l'Obac de Serradell, a llevant de l'Obac i a migdia de les Prats.